# 베르첼리역
베르첼리역(이탈리아어: Stazione di Vercelli)은 이탈리아 북서부 피에몬테주의 베르첼리 시와 코무네를 연결하는 주요 역이다. 1856년에 개통된 이 철도는 토리노-밀라노 철도의 일부를 형성하고 있으며, 각각 발렌차와 파비아로 가는 다른 두 노선의 교차점이기도 하다.
역은 현재 레테 페로비아리아 이탈리아나(RFI)에서 관리하고 있다. 그러나 여객 건물의 상업 지역은 첸토스타치오니에서 관리한다. 기차 서비스는 트렌이탈리아에서 운영한다. 각 회사는 이탈리아 국영 철도 회사인 페로비에 델로 스타토(FS)의 자회사이다.

## 위치
베르첼리 기차역은 도심의 북서쪽 가장자리에 있는 로마 광장에 있다.

## 역사
역은 토리노-밀라노 철도의 토리노 포르타 수사 – 노바라 구간 이 개통된 1856년 10월 20일에 문을 열었다.

## 특징
여객 건물은 3개의 구성 요소로 구성되어 있다. 중앙 부분은 2개 층으로 구성되어 있고, 대형 로비는 5개의 아치로 구성되어 있다. 단층 측면 날개는 중앙 부분에서 대칭으로 퍼지고 더 작다. 건물은 벽돌로 되어 있다. 1층에서는 회색으로, 그 이상에서는 장미색으로 칠해져 있다.

## 운행
- 고속 서비스
  - 프레차비앙카: 토리노 - 밀라노 - 브레시아 - 베로나 - 비첸차 - 파도바 - 베니스 - 트리에스테
- 야간열차
  - 인터시티 노테: 토리노 - 밀라노 - 파르마 - 로마 - 나폴리 - 살레르노
  - 인터시티 노테: 토리노 - 밀라노 - 파르마 - 레지오 에밀리아 - 피렌체 - 로마 - 살레르노 - 라메치아 테르메 - 레지오 칼라브리아
- 특급 서비스
  - 레조날레 벨로체: 토리노 - 시바소 - 베르첼리 - 노바라 - 밀라노
- 지역 서비스
  - 트레노 레조날레: 키바소 – 베르첼리 - 노바라
  - 트레노 레조날레: 베르첼리 – 모르타라 – 파비아

| 트레니탈리아                                 | 트레니탈리아    | 트레니탈리아                            |
| -------------------------------------------- | --------------- | --------------------------------------- |
| 토리노 포르타 수사 토리노 포르타 누오바 방면 | 프레차비앙카    | 노바라 트리에스테 첸트랄레 방면         |
| 토리노 포르타 수사 토리노 포르타 누오바 방면 | 인터시티 노테   | 노바라 살레르노 방면                    |
| 토리노 포르타 수사 토리노 포르타 누오바 방면 | 인터시티 노테   | 노바라 리조 디 칼라브리아 첸트랄레 방면 |
| 산티아 토리노 포르타 누오바 방면             | 트레노 레조날레 | 노바라 밀라노 첸트랄레 방면             |
| 산 게르마노 베르첼레세 키바소 방면           | 트레노 레조날레 | 보르고 베르첼리 노바라 방면             |
| 시·종착역                                    | 트레노 레조날레 | 팔레스트로 파비아 방면                  |

2013년 6월 14일 카살레 몬페라토행 열차 서비스가 종료되었다.

## 여객과 운행
역에는 매년 약 350만 명의 승객이 이동한다. 하루에 약 138편의 열차가 운행된다.
베르첼리에 정차하는 열차는 프레차비앙카, 인터시티 노테 및 지역 열차이다. 그들의 주요 목적지는 노바라, 토리노, 밀라노이다.

## 같이 보기
- 이탈리아의 철도